# X Games de Invierno Francia 2013
La I edición de los X Games de Invierno Francia se celebró en Tignes (Francia) entre el 20 y el 22 de enero de 2013 bajo la organización de la empresa de televisión ESPN.
Se disputaron pruebas de esquí acrobático y snowboard.

## Medallistas de esquí acrobático

### Masculino
| Evento     | Oro                                | Plata                      | Bronce                       |
| ---------- | ---------------------------------- | -------------------------- | ---------------------------- |
| Slopestyle | McRae Williams Estados Unidos      | Josiah Wells Nueva Zelanda | Gus Kenworthy Estados Unidos |
| Superpipe  | Torin Yater-Wallace Estados Unidos | David Wise Estados Unidos  | Kevin Rolland Francia        |

### Femenino
| Evento     | Oro                    | Plata                                | Bronce                         |
| ---------- | ---------------------- | ------------------------------------ | ------------------------------ |
| Slopestyle | Kaya Turski · Canadá   | Tiril Sjåstad Christiansen · Noruega | Dara Howell · Canadá           |
| Superpipe  | Marie Martinod Francia | Anaïs Caradeux Francia               | Maddison Bowman Estados Unidos |

## Medallistas de snowboard

### Masculino
| Evento     | Oro                        | Plata                  | Bronce                      |
| ---------- | -------------------------- | ---------------------- | --------------------------- |
| Slopestyle | Sébastien Toutant · Canadá | Mark McMorris · Canadá | Peetu Piiroinen · Finlandia |
| Superpipe  | Louie Vito Estados Unidos  | Arthur Longo Francia   | Taku Hiraoka Japón          |

### Femenino
| Evento     | Oro                        | Plata                         | Bronce                      |
| ---------- | -------------------------- | ----------------------------- | --------------------------- |
| Slopestyle | Silje Norendal · Noruega   | Jamie Anderson Estados Unidos | Kjersti Buaas · Noruega     |
| Superpipe  | Kelly Clark Estados Unidos | Elena Hight Estados Unidos    | Arielle Gold Estados Unidos |